# ブリタニカ百科事典

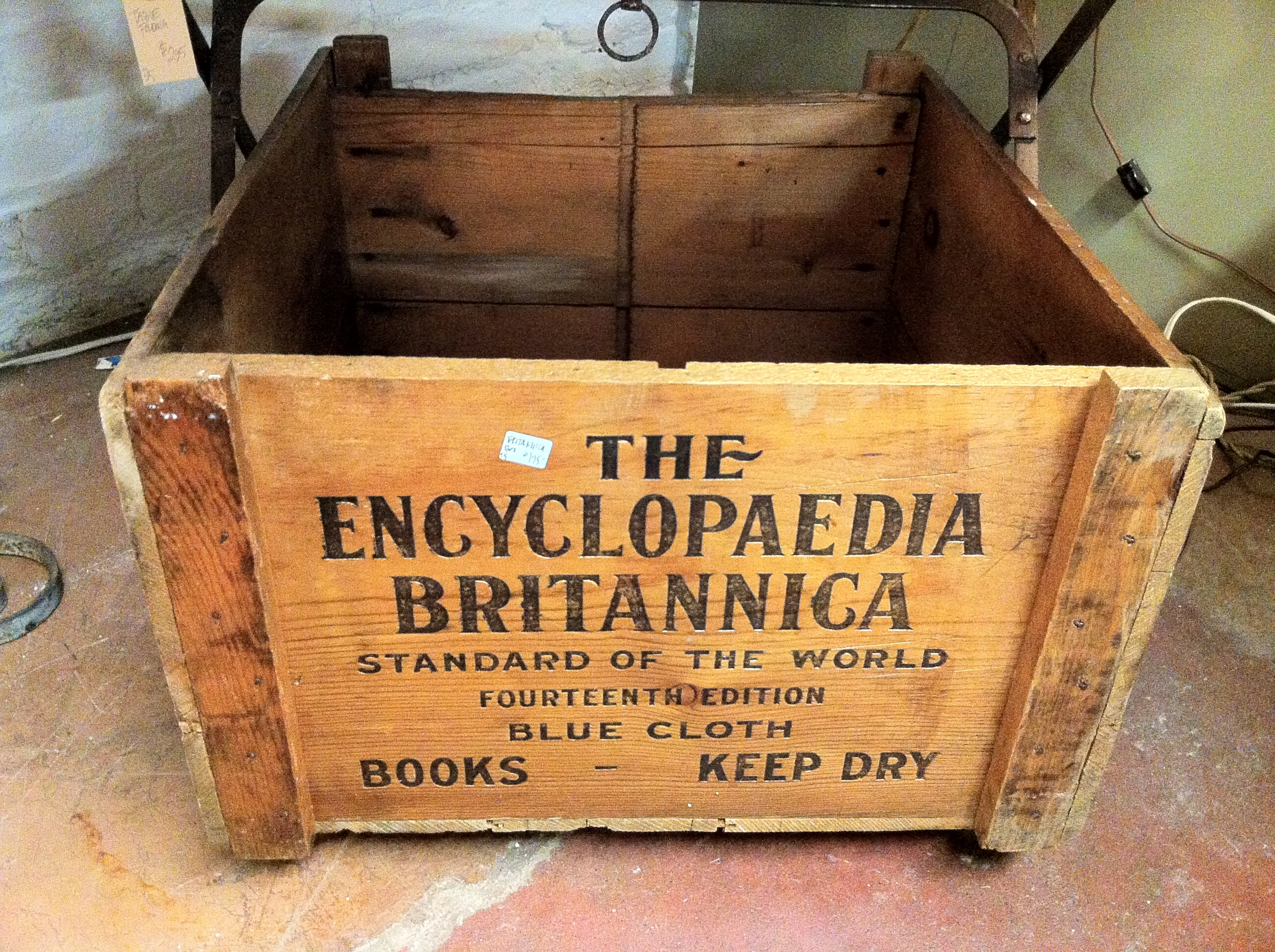
第14版の輸送用木箱

『ブリタニカ百科事典』（ブリタニカひゃっかじてん、羅: Encyclopædia Britannica）は、1768年に初版が発行された英語で書かれた百科事典である。
110人のノーベル賞受賞者と5人のアメリカ合衆国大統領を含む4,000人以上の寄稿者と専任の編集者約100人によって書かれており、学術的に高い評価を受けている。日本語版は『ブリタニカ国際大百科事典』の題名で刊行されている。

## 概要
1768年から1771年にかけて、エディンバラで3巻の百科事典として発行されたのが始まりである。
収録された記事は増えていき、巻数は第2版で10巻、第4版（1801年から1810年）では20巻となった。学術的な地位の向上は高名な寄稿者を招くのに役立ち、第9版（1875年から1889年）と第11版（1911年）は、文体と学術的知識において画期的なものとなった。版権が米国に移った第11版からは、北米市場に売り込むため短く簡潔な記事となっていった。1933年、ブリタニカは百科事典としては初めて継続的な改訂が行われるようになった。
2012年3月、ブリタニカ社は、紙の書籍としての発行を取り止めオンライン版 ブリタニカ・オンライン に注力すると発表し、2010年に32巻で印刷されたものが紙の書籍としては最後となった。
第15版からは三部構成となっている。短い記事（ほとんどが750語以下からなる）のマイクロペディア（小項目事典）12巻、長い記事（2 - 310ページ）のマクロペディア（大項目事典）19巻、そして知識を系統立てる、もしくは概観を示すプロペディア（総論・手引き）1巻である。マイクロペディアは簡単な調べ物やマクロペディアの手引書としての役割を担っている。記事の概観や詳細を知るためにはプロペディアを閲覧することが推奨されている。
ブリタニカはおよそ50万の記事が約4000万語で記述されており、70年以上ほぼ一定に保たれている。1901年以降は米国を拠点に出版されてきたが、主にイギリス英語で書かれている。

## 歴史
過去に版権を持っていたものにはスコットランドの出版社A & C Blackやホレス・エヴェレット・フーパー、シアーズ・ローバック 、ウィリアム・ベントンらがいる。現在は俳優でもあるスイスの富豪ジャッキー・サフラ（ジェイコブ・サフラ）がブリタニカ社を所有している。情報技術が進歩し、Encyclopædia Britannica Ultimate Reference Suite やエンカルタ、ウィキペディアのようなデジタル百科事典が台頭してくると紙媒体の需要は少なくなってきた。競争力を維持するためブリタニカ社はブリタニカの高い評価を強調し、販売価格を引き下げた。またCD-ROM版やDVD版、オンライン版などの開発にも取り組んだ。1930年代初頭以来、同社は派生事業も推進している。

### 刊行された版
ブリタニカは第15版まで刊行されており、第3版と第5版には複数巻の追補版が存在する（詳しくは表を参照 ）。 第10版は第9版に追補版を加えただけのもので、第12版、第13版も第11版に追補版を加えただけのものである。
1985年に発刊された第15版は全面改訂を受けた。2013年の時点で最新のものは未だに第15版である。
歴史を通してブリタニカは2つの目的を持っていた、優れた参考書であることと教材に資することである。1974年、第15版は更なる目標を目指した。全人類の知識を体系化することである。ブリタニカの歴史は、経営者の交代、事典の改訂を区切りに5つの時代に分けることができる。

#### 1768年から1826年
最初の時代（初版から第6版まで）ブリタニカはコリン・マックファーカー、アンドリュー・ベル、アーチボルド・コンスタブルら創始者によって出版された。ブリタニカは当初 Encyclopædia Britannica, or, A Dictionary of Arts and Sciences, compiled upon a New Plan として、1768年から1771年にかけてエディンバラで出版された。 チェンバーズの「サイクロペディア」（1728年初版）に影響を受けたドゥニ・ディドロとジャン・ル・ロン・ダランベールの百科全書（1751年から1772年発刊)に触発された面もあった。ブリタニカの出版は主にスコットランドを基盤としており、スコットランド啓蒙主義の不朽の遺産である。この時代にブリタニカはある若い編集者、ウィリアム・スメリによって初版の3巻から、大勢の権威によって書き綴られた20巻へと変わった。この時代には他にもエイブラハム・リースの「リース百科事典」や コールリッジの「メトロポリターナ百科事典」、ディヴィッド・ブリュースターの「エジンバラ百科事典」などが登場し競い合った。

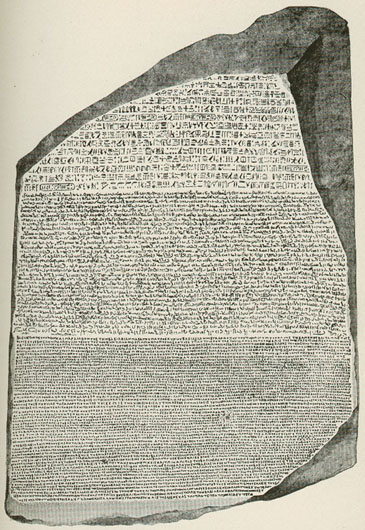
19世紀初頭のブリタニカ百科事典には研究の萌芽も含まれていた。例を挙げるとトマス・ヤングのエジプトに関する記事には、ロゼッタ・ストーン（画像）のヒエログリフ解読についても記述されていた。

#### 1827年から1901年
2番目の時代（第7版から第9版）ブリタニカはエジンバラの出版社 A & C Black が管理していた。何人かの寄稿者たちは編集長、特にマクビー・ネピアとの親交を通じて再び執筆に加わったが、他のものはブリタニカの名声に惹かれていた。寄稿者は外国から来るものも多く、中にはその分野における最高の権威もいた。総合索引は第7版で初めてあらわれ1974年まで存続した。最初のイギリス生まれの編集長はトマス・スペンサー・ベインズだった、1880年以降はウィリアム・ロバートソン・スミスが彼を補佐した。ベインズは「学者の百科事典」として名高い第9版を監督した。第9版は科学分野の特別顧問にマクスウェルとハクスリーがいた。また存命人物の伝記は存在しなかった。高い名声を得た第9版であったが19世紀の終わり頃には時代遅れとなり、財政的な問題に直面した。

#### 1901年から1973年
3番目の時代（第10版から第14版）ブリタニカはダイレクトマーケティングと訪問販売を導入したアメリカの実業家に管理された。 アメリカ人のオーナーは徐々に記事を簡素化し、大衆市場向けに学究的な内容を減らした。第10版は第9版に9巻の追補版を加えたものだが、第11版は完全に刷新され、その出来栄えを賞賛されている。オーナーのフーパーは理想の追求に努力を惜しまなかった。フーパーが財政難に陥ると、1920年から1923年までと1928年から1943年までの18年間、ブリタニカはシアーズに管理された。シアーズの副社長パウエルは1932年、ブリタニカ社の社長に就任した。1936年、彼は継続的な改訂を決定した。これは古いやり方との決別であった。それまでは新しい版が出るおよそ25年もの間、記事が更新されることは無く、また古い版から更新されていない記事もあった。パウエルはブリタニカの名声を拠り所とした教育用製品も開発した。1943年に所有権はウィリアム・ベントンの元へ渡った。彼は1973年に亡くなるまでブリタニカを管理した。ベントンはベントン財団を設立し、財団は1996年まではブリタニカを管理した。1968年、この時代の終わり頃、ブリタニカは200周年を迎え祝賀の催しが行われた。
第10版は丸善とのタイアップで日本にも輸入され、大英百科全書として紹介された。1902年発売記念価格として通常の半額での販売、書籍では初めてとなる月賦での分割払い（通常価格になってからは一括払いのみ）、そして新聞の一面広告などのキャンペーンを行った。1906年にも、追補版の出版を機に同様のキャンペーンを行っている。伊藤博文、後藤新平、新渡戸稲造、徳富健次郎、犬養毅など各界の著名人が買い求め、広告でもそれを誇示していた。

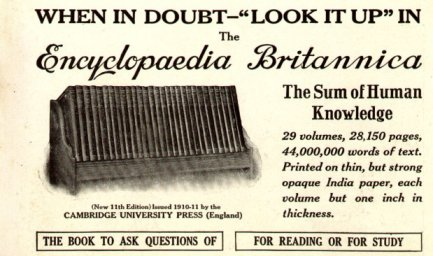
ナショナル ジオグラフィック誌の1913年5月号に掲載されたアメリカにおける第11版の広告

#### 1974年から1994年
4番目の時代、ブリタニカは第15版を送り出した。それはマイクロペディア（小項目事典）とマクロペディア（大項目事典）、プロペディア（総論・手引き）の3つに再構成された。
モーティマー・アドラー（en:Mortimer J. Adler）の下、レファレンスや教材としてのみならず、全人類の知識を体系化するものを目指した。独立した索引を持たず並列的な百科事典（マイクロペディアとマクロペディア）に記事が分割されていることは当初「猛烈な批判」を引き起こした。この批判を受けて、第15版は完全に再編成され1985年に再度出版された。この2つ目の第15版は出版され続け、2010年まで改訂された。第15版の正式な名称は「新ブリタニカ百科事典」であるが、「ブリタニカ3」も推奨されていた。
第15版は、TBSブリタニカによって日本で翻訳され、項目の追加・改訂を行った後、1972年より『ブリタニカ国際大百科事典』として刊行された。2003年以降、紙媒体での日本語版は発行されていない。

#### 1994年以降

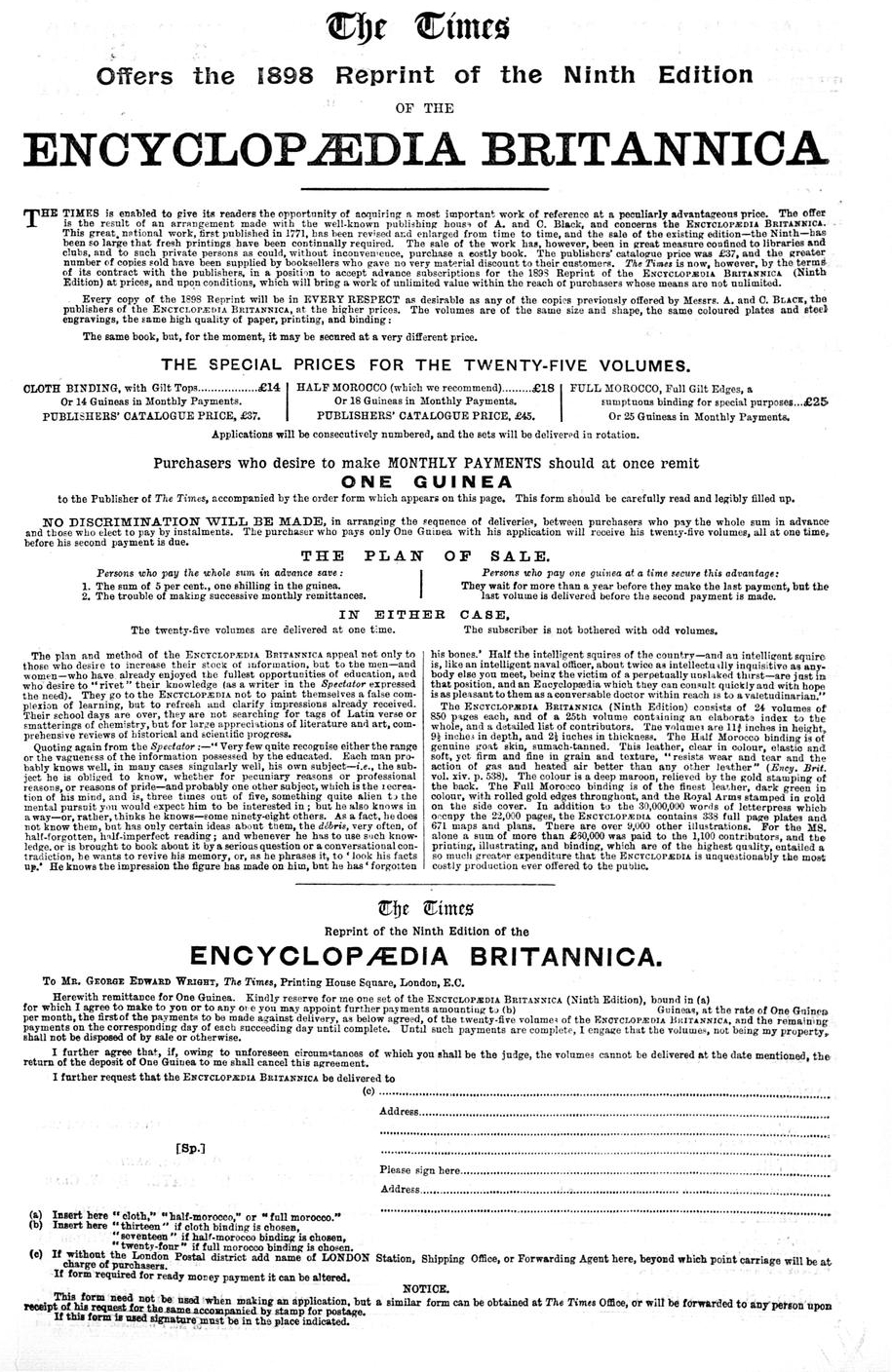
第9版の広告（1898年）

5番目の時代、 光ディスクとオンラインでデジタル版が発売されている。1996年、ジャッキー・サフラはブリタニカを買い取った。ブリタニカ社は経営難であったため推定額よりも安く買収された。1999年、ブリタニカ社は分割。元の社名のものは印刷版の製作を継続し、Britannica.com Inc. がデジタル版を開発することになった。2001年以来、イラン・ヨシュアは両方の会社のCEOである。彼は「ブリタニカ」の名前を持つ製品にパウエルの戦略を導入している。2012年3月、ブリタニカ社社長のジョージ・コーズは2010年の第15版を最後にこれ以上紙媒体での百科事典編纂を取り止めると発表した。今後はオンライン版と教育用の製品に注力していくこととなる。
2010年に国際化版が刊行された。30巻、18,251ページで構成され、8,500もの写真、地図、国旗、 図版がコンパクトなサイズの事典に詰まっていた。ノーベル賞受賞者を含む世界中の学者たちが40,000以上の記事を書いた。第15版とは異なり、マクロペディア、マイクロペディアを持たず第14版までと同様アルファベット順になっていた。これについてブリタニカ社は以下のように述べている。
1768年以来、レファレンスとして世界標準であるブリタニカ百科事典は、ここに国際化版を送り出します。私たちの世界を取り巻くものについての包括的な知識を提供するため特別に編纂され、この独創的な製品は何千ものタイムリーで重要な記事をブリタニカ百科事典だけでなく、ブリタニカ・コンサイス百科事典、the Britannica Encyclopedia of World Religions、コンプトン百科事典から採択しています。 国際的な専門家や学者たちによって書かれ、240年以上もの間金字塔であり続けた英語百科事典の基準を元に編纂されています。

### 献辞
ブリタニカは1788年から1901年までイギリスの君主に献呈されており、アメリカに移ってからはイギリスの君主とアメリカ合衆国大統領に献呈されている。そういった経緯から第11版には「グレートブリテン及びアイルランド連合王国ならびに海外自治領の国王、インド皇帝でもあらせられるジョージ5世陛下、ならびにウィリアム・ハワード・タフトアメリカ合衆国大統領のお許しを得て捧ぐ」とある。献辞の順序はアメリカとイギリスの力関係、売り上げに応じて変化した。第14版の1954年度版では「2つの英語を話す人民の首長、ドワイト・デヴィッド・アイゼンハワーアメリカ合衆国大統領とエリザベス2世女王陛下のお許しを得て捧ぐ」とある。この伝統は首尾一貫しており、第15版の2007年度版では「現アメリカ合衆国大統領ジョージ・W・ブッシュとエリザベス2世女王陛下のお許しを得て捧ぐ」とあり、2010年度版の第15版では「バラク・オバマアメリカ合衆国大統領とエリザベス2世女王陛下のお許しを得て捧ぐ」となっている。

## 批判と評価

### 評価

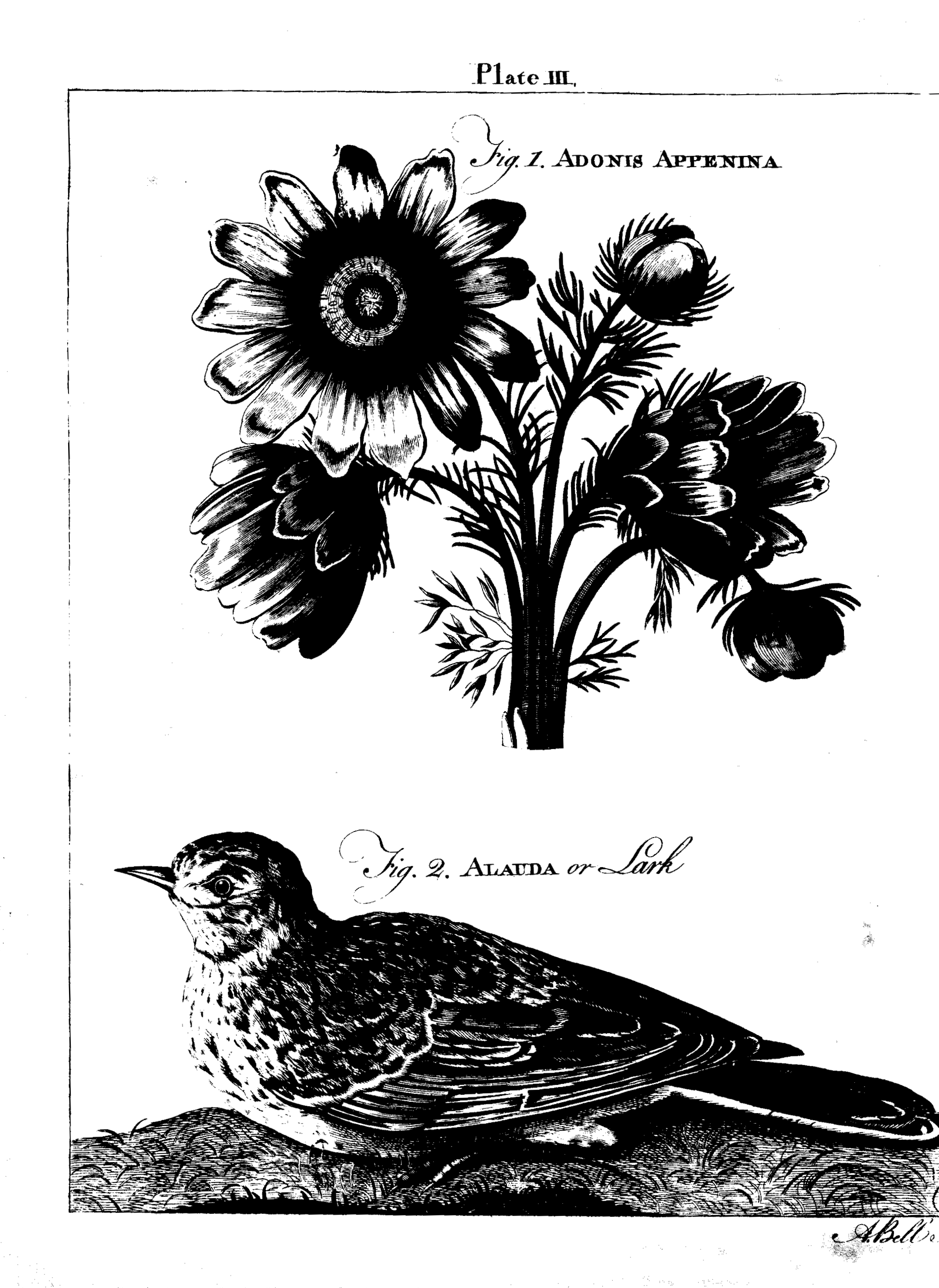
アンドリュー・ベルによる銅版画（初版から）

第3版以来、ブリタニカはその秀逸な概括を批評家からも一般からも高く評価されてきた。第3版と第9版はアメリカでは Dobson's Encyclopaedia をはじめとして非公認のものが発売された。第14版発刊の際、タイムはブリタニカに「図書の王様（ Patriarch of the Library ）」の愛称を贈った。連動した広告において、博物学者のウィリアム・ビービは、ブリタニカは「競争相手がいないので比較にならない」と語った。イギリス文学のあちこちにはブリタニカについての言及が散見される。とりわけ有名なものはアーサー・コナン・ドイルが著したシャーロック・ホームズシリーズの人気小説赤毛組合におけるものである。この逸話はロンドン市長のギルバート・イングルフィールドがブリタニカ刊行200周年の祝賀で語ったことで注目された。
ブリタニカは知識の要約に関して高く評価されている。更なる知識を求めて、ブリタニカを常にそばに置き3年から20年かけて読破することに没頭する者もいた。ファトフ・アリーが1797年にペルシャのシャーになった際、ブリタニカ第3版が贈られた。彼は読破した後、自身の称号に「恐るべき王にしてブリタニカ百科事典のマスター」を加えた。作家のバーナード・ショーは第9版を読破したと主張した（科学記事は除いて、であるが）。リチャード・バードは1934年の5か月間の南極滞在時に、読み物としてブリタニカを持っていき、フィリップ・ビーバーも探検航海の途上読んでいた。近年では、エスクァイア誌の編集者Ａ・Ｊ・ジェコブズが第15版の2002年度版を読みきったと、2004年に出版された彼の著書「驚異の百科事典男 世界一頭のいい人間になる!」で語っている。2つの別の版を読んだ人間としては作家のフォレスターとアメリカ人ビジネスマンのエイモス・アーバン・シャークのみが知られている。後者は第11版と第14版を読み、第11版を読み終えるのに4年半毎晩3時間かけたという。何人かのブリタニカ編集長、例えば初版のウィリアム・スメリや第9版のウィリアム・ロバートソン・スミス、第14版のウォルター・ユストのような人間はその版を完全に読んでいるかもしれない。

### 受賞歴
ブリタニカのCD版およびDVD-ROM版、オンライン版は全米教育出版協会の2004年度の Distinguished Achievement Award を受賞した。2009年7月15日に2,000人以上の評論家からなる審査によってブリタニカ百科事典が「イギリス10大スーパーブランド」に選ばれたとBBCは伝えた。

### 項目の取り扱い
項目はプロペディアの「知識の概要（ Outline of Knowledge ）」によってある程度取捨選択されている。ブリタニカの大部分は地理に関するものでありマクロペディアの26%を占め、伝記14%、生物学および医学11%、文学7%、物理学および天文学6%、宗教5%、芸術4%、西洋哲学4%、法律3%となっている。補完的な内容のマイクロペディアでは、地理が記事の25%を占め、科学18%、社会科学17%、伝記17%、その他人文系25%となっている。1992年に書かれたあるレビューでは「その取り扱う範囲の広さ、深さは他の百科事典を凌駕している」と批評している。
ブリタニカでは全ての項目が詳細に取り扱われているわけではない。仏教と他のほとんどの宗教はマクロペディアの1つの記事で扱われる一方、キリスト教に関しては14の記事があり、宗教に関する全ての記事の半分近くを構成している。しかしながら、ブリタニカは最も偏っていない西洋向けの百科事典として褒め称えられ、女性の伝記が存在することを賞賛されている。
誤りを恐れずに述べると、ブリタニカの第15版は非西洋の文化、社会、科学的発展について、現在出回っているどの英語の百科事典よりも言及していると言えるだろう。—ケネス・キスター、Kister's Best Encyclopedias（1994年）

### 編纂方法
ブリタニカは時折その編纂方法を批判されている。サイズはほぼ一定であるので、他の項目に譲るため減らされるか削られる項目が出てくる。その結果として物議をかもすこととなる。
初期の第15版（1974年から1985年）では児童文学、軍隊の勲章、フランスの詩人デュ・ベレーの記事に対して減らすか、または削ってしまった。日本人の伝記におけるでたらめな並び順といった編集ミスもまた指摘された。索引がなくなり、記事がマクロペディアとマイクロペディアへ独断的とも思える分割をされたことは非難された。加えて、ある評論家は初期の第15版を「失敗作…情報を保存することよりも体裁をいじくることに気をとられている」と評した。近年では、多数の教育に関する記事が心理学の記事とともに1992年度のマクロペディアから削除されていたことを知って、アメリカ図書館協会の評論家は驚いた。
ブリタニカに依頼された寄稿者は時折間違っていたり、非科学的であったりする。ブリタニカの初期にあった悪名高い例は、第3版の編集長（1788年から1797年）であったジョージ・グレイグによる万有引力の否定である。彼は重力というものは四大元素の火によってもたらされると記している。しかしブリタニカは感情的になってしまいがちな項目に対しても科学的なアプローチを取ることを堅持している。第9版におけるウィリアム・ロバートソン・スミスの宗教に関する記事では、聖書は歴史に関しては正しくない、と記されている（1875）。
ブリタニカの編集諮問委員のウェンディ・ドニガーはヒンドゥー教に対して否定的な描写をしたことで批判されている。

### 批判
ブリタニカは批判を受けてきた。とりわけ現行の版が時代遅れになると顕著だった。全く新しい版を生み出すには莫大な費用がかかるため、財政的に厳しいときはそれを遅らせていた（通常はおよそ25年間隔）。 例えば、継続的な改訂をしているにもかかわらず第14版（1929年から1964年）は35年後には時代遅れとなっていた。アメリカの物理学者ハーヴェイ・エインビンダーは彼の著書 The Myth of the Britannicaでその問題点を詳しく説明している。時代遅れの百科事典は第15版の編纂を急き立て、10年の作業期間を要して完成した。ブリタニカを最新の状態に保つことはやはり難しく、ある最近の評論家は「時代遅れか改訂が必要な記事を見つけるのは難しいことではない」と述べ、長い記事のマクロペディアでは短い記事のマイクロペディアより時代遅れになりやすい点を指摘している。マイクロペディアの情報は該当のマクロペディアの記事とつじつまが合わないことがある、主な理由はどちらかが更新されていない所為である。マクロペディアにある文献目録は記事そのものよりもさらに時代遅れになっていることがあるため批判されている。
アイルランド内戦に関する不正確な記事を掲載している版に対して、アイルランド教育・技能省がオンライン版利用料を支払っていることに、2010年にアイルランドで論争が巻き起こった。
第3版（1788年から1797年）についてなら、ブリタニカの編集長ジョージ・クレイグは「多彩な主題について述べるこの企画にとって、完璧であることはその本質とは関係が無いように思われる。」とつづった。2006年3月、ブリタニカ社は「我々はブリタニカには間違いが無いなどということを言うつもりは全くない、我々はそのような主張をしたことはない。」と述べた。創始時代の編集者ウィリアム・スメリは思いを述べている。
精神的なもの、印刷におけるもの、偶発的なもの、いずれかに分類される一般的な間違いについて、我々はどんな批評家にも負けない精度で指摘できます。広大な自然のようなものを相手に作業することに起因するあまたの困難をご存知の方なら、妥当な許容範囲があるはずです。我々はこれらに対し訴えかけ、彼らの宣告する判決文に満足し休息するでしょう。
—ウィリアム・スメリ、ブリタニカ百科事典初版の序文から
しかしブリタニカ社社長ジョージ・コーズは2012年に「ブリタニカは（中略）常に事実上正確であるだろう。」と言い放った。

## 現在の状況

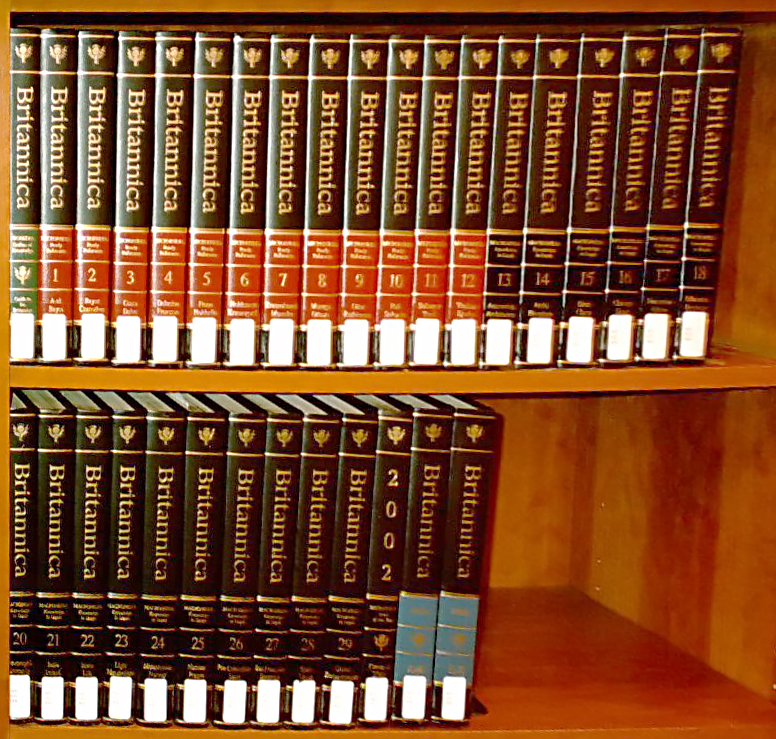

| 左上から                   |
| プロペディア1巻（緑）      |
| マイクロペディア12巻（赤） |
| マクロペディア16巻（黒）   |
| 2002年度年鑑1巻（黒）      |
| 総合索引2巻（シアン）      |

### 印刷版
1985年以降、ブリタニカは4つの部分で構成されている。マイクロペディア、マクロペディア、プロペディアと2巻の総合索引である。記事はマクロペディア、マイクロペディアに存在し、それぞれ12巻、17巻構成である。1巻あたりのページ数は約1,000ページである。2007年度版のマクロペディアには細部まで書かれた699の記事がある。記事の長さは2ページから310ページに渡り、参照文献と寄稿者の名前がある。これとは対照的に2007年度版マイクロペディアでは約65,000もの記事があり、大多数（約97%）は750語以下で書かれている。参照文献も寄稿者の名前も存在しない。マイクロペディアの記事は簡単な調べ物やマクロペディアでより知識を得るための手助けとしての役割を担っている。マクロペディアの記事は、主題に関する権威ある優れた記述であるとともに、他では取り扱っていない情報の収集場所の意味合いもある。最長の記事（310ページ）はアメリカ合衆国に関する記事で元々は別記事だった州の記事が統合された結果である。
マイクロペディアとマクロペディア内にはクロスリファレンスがあり、これを利用して更なる情報を見つけることができるが、平均して1ページに1つの割合でしか存在しない。したがって、読者は代わりにアルファベット順の索引や項目ごとに内容が整理されているプロペディアを調べることを要求される。
プロペディアの本質は、全人類の英知を理論的に体系化する「知識の概要（ Outline of Knowledge ）」である。それゆえ編集者はマイクロペディアに含めるべきかマクロペディアに含めるべきか決定する際にこの概要を参照している。概要はこの他、学習の指針となり、主題を適切な視点から眺めることにも使え、主題についてより深く知りたい者へ一連の記事を案内するもの、としても役立つ。しかし図書館ではめったに利用されず、評論家は無くすべきだと主張している。さらにプロペディアには、人体の解剖学に関するカラーフィルムと、製作者やアドバイザー、寄稿者の一覧がある。
マイクロペディアとマクロペディアには合わせて4000万の単語と24,000枚の画像がある。2巻の総合索引は2,350ページあり、228,274の項目と474,675の小項目が一覧となっている。ほとんどの場合、ブリタニカではアメリカ式のスペルよりもイギリス式のものを使う。例えば color ではなく colour、center ではなく centre、そして encyclopedia ではなく encyclopaedia を用いる。しかし例外もあり、defense は defence よりも使われている。よくあるつづり違いに関しては "Color: see Colour." といった形でクロスリファレンスが存在する。
1936年以降、改訂は規則的なスケジュールで行われている。ブリタニカの記事は少なくとも10%は毎年改訂されている。あるブリタニカのウェブサイトによれば46%がここ3年間で改訂されている。しかし他のブリタニカのウェブサイトでは35%が改訂されたとなっている。
マイクロペディアとマクロペディアの掲載順序には厳密なルールが存在する。アルファベット順であるが、ダイアクリティカルマークや英語で使われない文字は無視され、数字については文字で表記したものを用いる（例：「1812年の戦争」（1812, War of ）の場合は Eighteen-twelve, War of となる）。同名の記事は人物、場所、事柄の順に並んでいる。同名の君主については、国名順、年代順で並んでいる。したがって、フランス（ France ）のシャルル3世（ Charles III ）はチャールズ1世（ Charles I ）の前に記載される、チャールズ1世はグレートブリテンとアイルランド（ Great Britain and Ireland ）の王とされているためである（彼らを記事の並び順に従った表記にすると Charles, France, 3 と Charles, Great Britain and Ireland, 1 となる）。同様に同姓同名な人物も国やもっと小さな行政単位を元に記載順が決まる。
2012年3月、ブリタニカ社は2010年度版を最後の印刷版とすることを発表した。これは会社が時代に適応するため、および将来的なデジタル版使用に注力するための動きとされた。最盛期の1990年では、印刷された百科事典は120,000セット販売されたが、1996年には40,000セットに落ち込んでいた。2010年度版は12,000セットが印刷され、2012年の時点では8,000セットが販売された。2012年4月の後半にブリタニカのオンラインストアで2010年度版は完売した。

### 関連印刷物
「ブリタニカ・ジュニア（ Britannica Junior ）」は1934年に12巻で販売開始した。1947年には15巻に増え、1963年には「ブリタニカ・ジュニア百科事典（ Britannica Junior Encyclopædia ）」と名称が変更された。1984年を最後に市場から姿を消した。

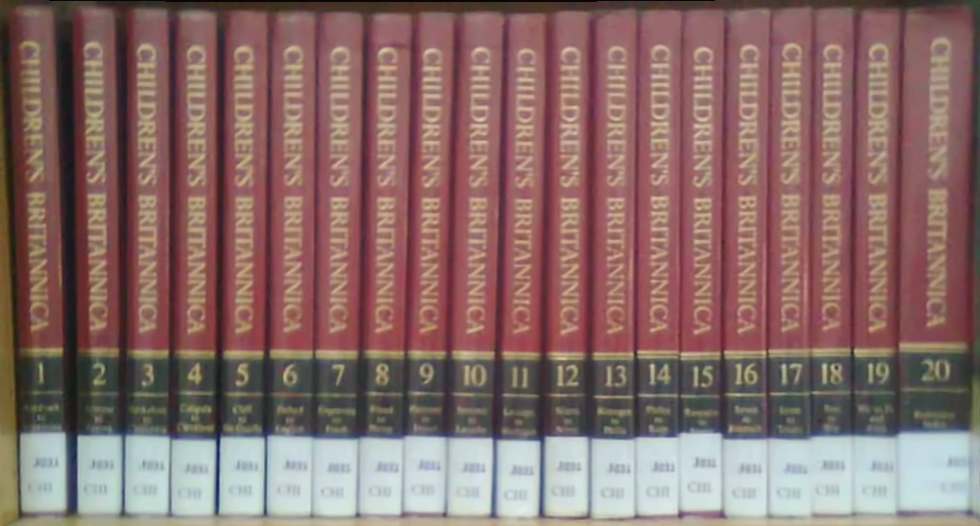
Children's Britannica

ジョン・アーミテージが編集した「子供のためのブリタニカ（ Children's Britannica ）」は1960年にロンドンで発刊された。その内容は主にイギリスのイレブンプラス試験を元に決定された。「子供のためのブリタニカ」は1988年に米国市場に導入された、対象年齢は7歳から14歳だった。
1961年、16巻の「小さなお子様のための百科事典（ Young Children's Encyclopaedia ）」が発刊された。これはちょうど読むことを覚え始めた子供用に作られた。
「私の初めてのブリタニカ（ My First Britannica ）」は6歳から12歳を対象とし、「ブリタニカ・ディスカバリー・ライブラリ（ Britannica Discovery Library ）」（1974から1991年まで発刊）は3歳から6歳を対象としている。
これらはブリタニカを要約したものだった。全1巻の「ブリタニカ・コンサイス百科事典」には28,000の短い記事があり、32巻もあるブリタニカを凝縮したものである。「Compton's by Britannica,」は2007年に初めて出版され、先行する「コンプトン百科事典」を組み入れたものであり、対象年齢は10歳から17歳、26巻11,000ページで構成されている。
1938年からブリタニカ社はその前年の出来事について記載された「年鑑」を毎年発行している。またブリタニカ社は専門的な参考資料も作成している、例として「Shakespeare: The Essential Guide to the Life and Works of the Bard」（ John Wiley & Sons Inc, 2006年）がある。

### 光学ディスク版、オンライン版、モバイル版
1989年にCD-ROM版、1994年にオンライン版が登場した。
Britannica Ultimate Reference Suite 2012 DVD は100,000以上の記事が掲載され、通常のブリタニカ、Britannica Student Encyclopædia、Britannica Elementary Encyclopædia から収録されている。さらにこのパッケージには地図、動画、音楽、アニメ、ウェブリンクが含まれている。学習用途または辞書としても使え、メリアム＝ウェブスター社提供のシソーラスに関する内容も含まれる。
インターネット上のブリタニカ・オンラインは120,000以上の記事があり定期的に更新されている。日々の情報もあり、ニューヨーク・タイムズやBBCのニュース報道と連動している。2009年の時点では、ブリタニカ社の収入のおよそ60%がネット関係によるものであり、そのうち約15%はオンライン版の購読料であった。2006年の時点では購読は年単位、月単位、そして週単位で可能だった。現在では年単位での購入のみ可能である。学校、大学、図書館向けの特別な料金プランが存在する。記事へのアクセスは無料でも行えるがその場合は先頭の数行が表示されるのみとなる。2007年初頭には、自由に外部サイトから記事にリンクできるようにしている。
2007年2月20日、ブリタニカ社は、携帯電話向け検索サイトを運営するAskMeNowとモバイル版百科事典を共同で行うことを発表した。ユーザーはテキストメッセージを使って質問を送り、それを受けたAskMeNowがブリタニカのコンサイス百科事典を利用して質問に答える。日々の出来事に関する情報をユーザーの携帯電話に直接届けることも計画されている。
2008年6月3日、ブリタニカ・オンラインのコンテンツに対する学術的な投稿を、専門家とアマチュア両方がネットを通じて容易にできるよう（ウィキの精神）にしていく、と発表された。ただし、内容についてはブリタニカのスタッフに監督される。投稿内容が承認されるとその名前はクレジットされるが、その利用権、編集権などは自動的にブリタニカ社に永久的に取り消し不能な形で譲渡されることになる。2009年1月23日、ブリタニカ社社長のジョージ・コーズは、誰もが編集したり追記したりできるようにすると発表した。ブリタニカの編集を望む者は、事前に本名と住所を登録する必要がある。ただしユーザーが行った変更は公表された百科事典には影響を与えず、専門家の記事とは別物として扱われる。公式の記事には Britannica Checked の印がつけられ、ユーザーが作成したものと区別するようになっている。
2010年9月14日、ブリタニカ社は携帯電話用アプリの開発会社Concentric SkyとK-12向けのiPhone製品を共同制作すると発表した。2011年7月20日、ブリタニカ社は Britannica Kids Apps シリーズを Intel AppUp用に開発していると発表した。

## 関係者

### 寄稿者
ブリタニカの2007年度版には4,411人の寄稿者がおり、中にはノーベル経済学賞受賞者のミルトン・フリードマンや天文学者のカール・セーガン、世界的な外科医マイケル・ドベイキーなど、その分野で著名な人物が含まれる。寄稿者のうちおよそ4分の1はすでに亡くなっており、アルフレッド・ノース・ホワイトヘッドにいたっては1947年に亡くなっている。すでに引退したものや名誉教授になっているものも合わせると半数ほどになる。ほとんどの執筆者（98%近く）は一つの記事のみ執筆しているが、64名は3つの記事を書き、23名は4つ、10名は5つ、そして8名は6つ以上を執筆している。飛びぬけて多数の記事を執筆しているのがオックスフォード大学のクリスティン・サットンで、素粒子物理学に関する24の記事を書いている。
ブリタニカの執筆者にはアインシュタインやキュリー夫人、トロツキーそしてアシモフのような素晴らしい書き手もいたが、専門知識の不足を批判されているものいる。
あきれるほどの図々しさでブリタニカの寄稿者、フィリップス氏はヨーロッパの歴史、政治、社会、教会の分野ほぼ全てに渡って…（中略）…苦情と言いますものは、これは典拠が存在しないことです。これは、また、（成熟した特別な知識ではなく、編集への情熱に則った信用というもの）は「アメリカ式」とみなされてしまうのでしょう。我々アメリカ人の百科事典に対する学識を、これほどまでに浅薄なものにしてしまうものは間違いなく他にないでしょう。—ジョージ・L・バー教授、American Historical Review （1911年）

### スタッフ

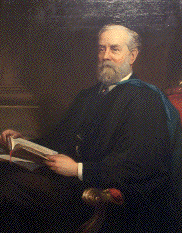
第9版編集者、トマス・スペンサー・ベインズの肖像画。1888年に描かれ、現在はセント・アンドルーズ大学の会議場に掛けられている。

中国学者のデール・ホイバーグはブリタニカ社上級副社長であり、編集長でもある。彼の前任編集長にはヒュー・チザム（1902年から1924年）、ジェームズ・ルイ・ガービン（1926年から1932年）、フランクリン・ヘンリー・フーパー（1932年から1938年）、ウォルター・ユスト（1938年から1960年）、ハリー・アシュモア（1960年から1963年）ウォーレン・E・プリース（1964年から1968年、1969年から1975年）ウィリアム・ヘイリー（1968年から1969年）、フィリップ・W・ゲーツ（1979年から1991年） そしてロバート・マクヘンリー（1992年から1997年）がいた。アニタ・ウォルフとセオドア・パパスはそれぞれ現在の副編集長と編集責任者である。ジョン・V・ダッジ（1950年から1964年）とフィリップ・W・ゲーツはかつての編集責任者である。
編集スタッフは5人のシニアエディターと、それに監督される9人の編集委員が含まれる。編集スタッフはマイクロペディアの記事とマクロペディアのいくつかの部分について執筆を手伝う。
ブリタニカの製作と発行には熟練のスタッフが必要である。プロペディア2007年度版の最終ページには、スタッフは10部門に分かれていると記されている。これらの部門には階層化されているものもある。例えば、校訂部門では、4名が校訂者、2名が上級校訂者、4名がスーパーバイザー、それにコーディネーターとディレクターが1名ずつとなっている。

### 編集諮問委員会
ブリタニカには著名な学者を含む編集諮問委員会がある。メンバーは著述家ニコラス・G・カー、宗教学者ウェンディ・ドニガー、政治経済学者ベンジャミン・フリードマン、外交問題評議会名誉会長レスリー・H・ゲルブ、計算機科学者デイヴィッド ガランター、ノーベル物理学賞受賞者マレー・ゲルマン、ニューヨーク・カーネギー財団理事長ヴァルタン グレゴリアン、哲学者トマス・ネーゲル、認知科学者ドナルド・ノーマン、音楽学者ドン・マイケル・ランデル、エディンバラ王立協会会長スチュアート・サザーランド、文化人類学者マイケル・ウェッシュの12名である。
プロペディアの「知識の概要」はモーティマー・アドラーの監督下で何十もの意見を元に作られた。また、プロペディアにはマイクロペディアの無記名の記事に貢献した4,000名近くのアドバイザーが一覧となっている。

### 近年の会社運営
1996年1月、ブリタニカ社はベントン財団の元から、現会長であるスイスの大富豪ジャッキー・サフラによって買収された。1997年、長い間サフラの元で投資顧問をしていたドン・ヤニアスがブリタニカ社のCEOとなった。1999年に Britannica.com Inc. が分社化、デジタル版の開発を担うようになる。ヤニアスは新会社のCEOを引き受け、旧ブリタニカ社のCEOは2年間空席のままだった。2001年にヤニアスはイラン・ヨシュアに取って代わられた。ヨシュアは両社を指揮していくこととなった。ヤニアスは後に投資運用に戻ったが、ブリタニカの役員ではあり続けた。2003年、かつての経営コンサルタント、ジョージ・コーズは旧ブリタニカ社の社長に任命された。コーズは他の会社との連携を強め、ブリタニカブランドを教育とレファレンスの新製品に広げていった。またかつてのCEO、エルカン・ハリソン・パウエルが1930年代半ばに始めた戦略を引き継いだ。
サフラの元で会社は経営難に陥った。製品価格を引き下げ、大幅なコスト削減を実現することでこれに対応していった。2003年のニューヨーク・ポストの報告によるとブリタニカ社は従業員の401(k)口座をなくし、画像には無料のものを使用することを奨励した。これらの変更はマイナス方向へ影響し、フリーランスの寄稿者は小切手を最大6か月待たされ、スタッフは何年も給与が上昇していない。
2000年には、自然言語処理や機械学習を得意とするAIエージェントソフトウェア企業のメリンゴ（Melingo）社を買収した。またシカゴとイスラエルのテルアビブに技術チームをおいた。
ブリタニカ社は Britannica、Encyclopædia Britannica、Macropædia、Micropædia、Propædia、そしてアザミのロゴマークを商標登録している。

## 競合相手
ブリタニカは総合的な、または概説的な百科事典であり、「Encyclopaedia of Mathematics」や「Dictionary of the Middle Ages」のような特化した内容に数多くのページを割ける専門的な百科事典とは競合しようとはしない。最初期の主な競争相手はチェンバーズの百科事典であり、その後すぐエイブラハム・リースの「サイクロペディア」、コールリッジの「メトロポリターナ百科事典」が現れた。20世紀の競争相手には「Collier's Encyclopedia」、「アメリカ大百科事典」、「World Book Encyclopedia」が存在する。それでもなお第9版以降はブリタニカは英語の百科事典としては最高の権威と広く認められている。特にその取り扱う内容の幅広さと著名な寄稿者の数々は高く評価されている。印刷版のブリタニカはその競争相手と比較するととてつもなく高価であった。
1990年代初頭になると、ブリタニカはデジタルな情報源から挑戦を受けることになる。インターネット、検索エンジンの開発によってそれは今や多くの人々にとってありふれた情報源となっている。そしてGoogle ブックスやMITのオープンコースウェア、アメリカ国立医学図書館のPMCライブラリを通じて信頼性の高い一次情報や専門家の意見に簡単にアクセスできる。 一般的に、インターネットの情報は更新しやすいがために紙の媒体より新しい傾向がある。科学、技術、政治、文化、近代史などの急速に変化する分野では、ブリタニカが最新の状態を維持するのは困難を極め、これについてかつての編集者ウォルター・ユストは体系的に分析した。ブリタニカは、マルチメディアでもインターネット上でも利用できるようになったが、その地位はウィキペディアのようなオンラインの百科事典に狙われている。

### 紙の百科事典
ブリタニカは他の百科事典と質的にも量的にも比べられてきた。よく知られたものにケネス・キスターのものがあり、彼は「Collier's Encyclopedia」、「アメリカ大百科事典」、そしてブリタニカの三者の間で質と量について比較を行った。量についての分析では、10の記事がランダムで選ばれ（割礼、チャールズ・ドリュー、ガリレオ、フィリップ・グラス、心血管疾患、知能指数、パンダ、セクシャルハラスメント、聖骸布、ウズベキスタン）4つのカテゴリー（広範さ、正確性、明快さ、即時性）それぞれにAからDとFで評価した。全ての百科事典の全カテゴリーを平均した結果は、B-からB+の間で落ち着いた。この主な理由は1994年にはセクシャルハラスメントに関する記事を持つ百科事典がなかったためだった。正確性のカテゴリーではブリタニカは1つのD判定と7つのA判定を得た。アメリカ大百科事典は8つのA判定、Collier's では1つのD判定と7つのA判定だった。したがってブリタニカの平均スコアは92%の正確性、アメリカ大百科事典は95%、Collier's は92%となった。1994年度版のブリタニカには長いこと疑わしいとされてきたチャールズ・ドリューの炎症に関する話が掲載されたままになっており、非難されていた。即時性のカテゴリーではブリタニカは平均86%、アメリカ大百科事典は90%、Collier's 85%となった。念入りな質に関しての比較を終えた後、キスターは Collier's Encyclopedia が優れた百科事典であると勧めた。

### 光学メディアの百科事典
CD/DVD-ROMのデジタル百科事典において競争相手といえば、エンカルタをおいて他に無い。現在開発は打ち切られたが、ファンク&ワグナルズ社の百科事典と Collier's Encyclopedia、New Merit Scholar's Encyclopedia 3つの紙の百科事典を盛り込んだものだった。エンカルタはマルチメディア百科事典の売り上げにおいて、2000年1月から2006年2月までアメリカ市場でトップを誇った。2007 Encyclopædia Britannica Ultimate のCDまたはDVDは50ドル、Microsoft エンカルタ 総合大百科 2007 DVD版は45ドルで販売され、同価格帯で競い合った。ブリタニカ製品は100,000の記事と Merriam-Webster's Dictionary and Thesaurus （米国版のみ）、そして小中学生用の各エディションが用意されていた。エンカルタは64,000以上の記事とインタラクティブな地図、アメリカおよびイギリス英語の辞書、それと子供用のエディションが用意されていた。ブリタニカはアメリカ市場向けになっていると非難された。イギリスに関する記事はあまり更新されず、アメリカの地図は他国のものより詳細で、イギリス英語の辞書が存在しない。エンカルタはオンラインで購読可能だが、いくつかのコンテンツは無料でアクセスできた。

### オンライン百科事典
ブリタニカに取って代わろうとしているものの一つとしてウィキペディアがある。
ウィキペディアは無料で利用でき、Webベースでフリーコンテントな百科事典である。
両者の重要な違いは記事の出所にある。マクロペディアにある699の記事は大抵が身元の明らかな投稿者によるもので、マイクロペディアにある約65,000の記事は編集スタッフと外部の顧問によるものである。したがってブリタニカの記事では、著作者が誰か知ることができるか、ふさわしい書き手に書かれていると言える。編集スタッフを除けば、ブリタニカの投稿者のほとんどはその分野における専門家（時にはノーベル賞受賞者も）である。対照的にウィキペディアの記事は様々なレベルの人間によって書かれている。ほとんどの者は特定の専門知識を持たず、また多くは匿名で身元を明かしてはいない。もう一つの違いは記事が更新されるペースである。ブリタニカは数年ごとに出版するが、ウィキペディアでは多くの記事が頻繁に更新される。ロバート・マクヘンリー（彼はかつてブリタニカで働いていたが）は、「ウィキペディアは正確性においてブリタニカのライバルにはならないだろう」と述べている。
2005年、科学ジャーナルのネイチャーは両方のサイトから幅広く項目を選び出し、「関係の深い」分野の専門家に査読を依頼した。専門家はそれぞれのサイトから選び出した記事を比較したが、どのサイトから選び出した記事かは知らされていなかった。42の有意義な評価がネイチャーの元に集まった。
最終的にネイチャーは、根本的な間違いといった深刻な誤りを、それぞれのサイトから4つずつ合わせて8つ見つけた。また、事実関係の誤りや、省かれていたり紛らわしい記述も多数見つかった。これらはウィキペディアに162件見つかり、ブリタニカには123件見つかった。ウィキペディアでは1つの項目に平均3.86件の間違いがあり、ブリタニカでは2.92件あった。ブリタニカ社は詳細な20ページに渡る反論の中で、ネイチャーの調査は瑕疵があり、誤解を招くと述べ、速やかな撤回を求めた。この調査において使われた2つの記事はブリタニカからではなく年鑑から採用され、また別の2つの記事に関してはコンプトン百科事典から採用されている、とも述べた（ブリタニカ社はコンプトンを「学生用」百科事典とサイトに記載している）。また、レビュアーに提示された記事は、いくつかの記事をミックスしたものか、記事の単なる抜粋にも関わらず、内容が省略されているという扱いを受けた、と反論した。ネイチャーが誤りとしたものは、マイナーな表記方法か、解釈の問題であったとも述べている。ネイチャーはそれについて弁論し、撤回は拒否した。これはウィキペディアとウェブ版のブリタニカを比べたものであり、ブリタニカのサイトで利用できるものは何でも使った、と述べた。

2009年2月のインタビューで Britannica UK のイアン・グラントはこう語っている。
ウィキペディアは楽しいサイトで面白い記事が山ほどあります、しかしそのやり方はブリタニカではうまくいかないでしょう。世の中に情報を発信していく際、その取り組み方は非常に異なっている、ということを明確にするのが今の私の役目です。彼らは彫刻刀で、私たちはドリルです、そしてあなたたち読者は正しい道具を選ぶべきです。

## 各版の概要

### 原語版（英語）
| 版                   | 出版年          | サイズ                                                                     | 販売数                              | 編集長 | 備考 |
| -------------------- | --------------- | -------------------------------------------------------------------------- | ----------------------------------- | --- | --- |
| 初版                 | 1768年 - 1771年 | 3巻、2,670ページ 図版160枚                                                 | 3,000                               | ウィリアム・スメリ | ほとんどの編集はスメリ一人によるもの。3,000部販売。3ページ以上ある記事が30項目存在。現存する本から再現したレプリカ本「1768 Encyclopædia Britannica Replica Set」が販売されている。 |
| 第2版                | 1777年 - 1784年 | 10巻、8,595ページ 図版340枚                                                | 1,500                               | ジェームズ・タイトラー | ほとんどの編集はタイトラー一人によるもの。150の大きな記事が存在。ページ情報に誤りがある。全ての地図は「地理学」の記事にある。1,500部販売。                                         |
| 第3版                | 1788年 - 1797年 | 18巻、14,579ページ 図版542枚                                               | 10,000か13,000                      | コリン・マックファーカーとジョージ・グレイグ | 売上高42,000£、10,000部販売。国王への最初の献呈。ダブリンのムーアとフィラデルフィアのトマス・ドブソンによる非公認版が存在。                                                        |
| 第3版追補版          | 1801年・1803年  | 2巻、1,624ページ 図版50枚                                                  |                                     | ジョージ・グレイグ | 著作権保持者トマス・ボナー |
| 第4版                | 1801年 - 1810年 | 20巻、16,033ページ 図版581枚                                               | 4,000                               | ジェームズ・ミラー | 著者が著作権を保持できるようになった。第3版追補版に含まれていたものは著作権の関係から盛り込まれず。                                                                                |
| 第5版                | 1815年 - 1817年 | 20巻、16,017ページ 図版582枚                                               |                                     | ジェームズ・ミラー | 第4版の再版。ミラーとアンドリュー・ベルの後継者が財務上の損失を出す。ブリタニカの権利はアーチボルド・コンスタブルが購入。                                                          |
| 第5版追補版          | 1816年 - 1824年 | 6巻、4,933ページ 図版125枚                                                 | 10,500                              | マクビー・ネピア | ハンフリー・デービーやウォルター・スコット、マルサスのような有名な寄稿者が存在。                                                                                                   |
| 第6版                | 1820年 - 1823年 | 20巻                                                                       |                                     | チャールズ・マクラーレン | 第4版と第5版の活字を変えた再版。コンスタブルは1826年1月19日に破産。ブリタニカの権利は最終的にアダム・ブラックが取得。                                                              |
| 第7版                | 1830年 - 1842年 | 21巻、17,101ページ 図版506枚、187ページの総合索引1巻が付属                 | 5,000                               | マクビー・ネピア、ジェームズ・ブラウン法学博士が補佐                                                                                                | ディヴィッド・ブリュースターやトマス・ド・クインシー、アントニオ・パニッツィといった有名な寄稿者とのつながりが広がる。5,000部を販売。                                              |
| 第8版                | 1853年 - 1860年 | 21巻、17,957ページ 図版402枚、239ページの総合索引1巻が付属（出版は1861年） | 8,000                               | トマス・ステュアート・トレイル | 長い記事の多くは第7版のもの。ウィリアム・トムソンを含む344人の寄稿者。公認のアメリカ版がボストンのブラウン・リトルにより販売。8,000部完売。                                        |
| 第9版                | 1875年 - 1889年 | 24巻、499ページの総合索引が25巻として存在                                  | 55,000（公式版）500,000（非公認版） | トマス・スペンサー・ベインズ （1875年から1880年）後にウィリアム・ロバートソン・スミス                                                               | 第8版から持ち越したものもあるが、ほとんどは新規。学究目的で高い支持を誇る。ブリタニカ社が10,000部販売、アメリカで45,000部、非公認版が推定500,000部販売。                           |
| 第10版, 第9版追補版  | 1902年 - 1903年 | 11巻に第9版の24巻が加わる                                                  | 70,000                              | ドナルド・マッケンジー・ウォーレス、 ヒュー・チザム（ロンドン編集部）アーサー・T・ハドレー、 フランクリン・ヘンリー・フーパー（ニューヨーク編集部） | 1901年5月9日、アメリカの商社がブリタニカの権利を購入。 高圧販売方法の導入。 |
| 第11版               | 1910年 - 1911年 | 28巻に索引（第29巻）                                                       |                                     | ヒュー・チザム（ロンドン編集部）、フランクリン・ヘンリー・フーパー（ニューヨーク編集部）                                                            | 学究目的および文体で高い支持を誇る。第9版よりも記事は多いが短く簡潔。オーナーのホレス・エヴェレット・フーパーに財政面での問題。1920年、シアーズにブリタニカの権利を売却。          |
| 第12版, 第11版追補版 | 1921年 - 1922年 | 3巻（専用の索引あり）に第11版の29巻が加わる                                |                                     | ヒュー・チザム（ロンドン編集部）、フランクリン・ヘンリー・フーパー（ニューヨーク編集部）                                                            | 第一次世界大戦の戦前、戦中、戦後の世界の様子を要約 |
| 第13版, 第11版追補版 | 1926年          | 3巻（専用の索引あり）に第11版の29巻が加わる                                |                                     | ジェームズ・ルイ・ガービン（ロンドン編集部）、フランクリン・ヘンリー・フーパー（ニューヨーク編集部）                                                | 第12版と置き換え。1910年から1926年の事象について更新。 |
| 第14版               | 1929年 - 1933年 | 24巻                                                                       |                                     | ジェームズ・ルイ・ガービン（ロンドン編集部）、フランクリン・ヘンリー・フーパー（ニューヨーク編集部）                                                | 大恐慌直前の出版は財政的な崩壊を招いた。 |
| 第14版改訂版         | 1933年 - 1973年 | 24巻                                                                       |                                     | フランクリン・ヘンリー・フーパー（1938年まで）後にウォルター・ユスト、ハリー・アシュモア、ウォーレン・E・プリース、ウィリアム・ヘイリー             | 1936年に継続的な改訂が始まる。全ての記事は10年ごとに少なくとも2回改訂された。 |
| 第15版               | 1974年 - 1984年 | 30巻                                                                       |                                     | ウォーレン・E・プリース、後にフィリップ・W・ゲーツ                                                                                                  | 三部構成の導入。マイクロペディア、マクロペディアへの記事の分割。プロペディア「知識の概要」。総合索引は消失。                                                                       |
| 第15版               | 1985年 - 2010年 | 32巻                                                                       |                                     | フィリップ・W・ゲーツ、後にロバート・マクヘンリー、デール・ホイバーグ                                                                               | 2巻の総合索引が復活。統合された記事もいくつかあった。新しいものが数年ごとに発行された。最後の印刷版。                                                                              |

1. ↑  「第4版、第5版と第6版への追補版。科学史の予備論文が含まれています。」
2. ↑  第7版から第14版までは総合索引は別巻となっている。
3. ↑  第9版は当時の著名な人物、例えば電磁気学におけるマクスウェルや熱力学のウィリアム・トムソンなどの記事を目玉にしていた。
4. ↑  第10版は地図専用のものが1巻存在し、第9版と第10版の累積した索引がある。第10版「新刊は既存の第9版と組み合わせて成り立ちます、しかし第10版も、新しい特色があり、最近の出来事や世界の発展について参考となる独立した図書です。」とある。
5. ↑  「30巻から32巻の新刊は29巻からなる第11版と組み合わせて、第12版を構成します。」
6. ↑  この追補版は以前の追補版を置き換える。「3巻の新しい追補版は最後の通常版と組み合わされ、 第13版を構成します。」
7. 1 2  この版から最新の状態を保つよう継続的な（大抵は毎年）改訂が行われるようになった。
8. ↑  第15版（ブリタニカ3として世に出た) は3つの部分からなる、10巻のマイクロペディア、19巻のマクロペディアにプロペディア1巻が加わる。1985年に再構成され、マイクロペディアは12巻、マクロペディアは17巻となった。
9. ↑  1985年、2巻の独立した索引が追加された。また、マクロペディア内の記事は統合され、さらに少数かつ大きくなった（例えば、以前は50の独立した記事だったアメリカの各州はアメリカ合衆国の記事に統合された）。中程度の長さの記事は、マイクロペディアに移動するものもあった。

最初のCD-ROM版は1994年に発行された。当時オンライン版はやはり有料であった。1999年にオンライン版が無料化され、改訂された印刷版は登場しなかった。2001年に無料化の試みは終了し、新しい印刷版が発行された。

### 日本語版
1972年にTBSブリタニカから出版された。2000年からはブリタニカ・ジャパンが出版事業を引き継いだ。
| 版        | 出版年          | サイズ | 備考                                                                   |
| --------- | --------------- | ------ | ---------------------------------------------------------------------- |
| 初版      | 1972年 - 1975年 | 全30巻 | 第14版改訂版の日本語版。                                               |
| 改訂版    | 1984年 - 1990年 | 全28巻 | 第15版の日本語版。                                                     |
| 第2版改訂 | 1991年 - 1994年 | 全28巻 | 第15版の日本語版。改訂版。                                             |
| 第3版     | 1995年 - 2002年 | 全20巻 | 第15版の日本語版。改訂版。小項目事典が廃された。紙媒体の最終版になる。 |